# Сипуха східна
Сипуха східна (Tyto longimembris) — вид совоподібних птахів родини сипухових (Tytonidae).

## Поширення
Вид поширений в Південній та Південно-Східній Азії, Китаї, Новій Гвінеї, Австралії та західній частині Океанії.

## Опис
Сова середнього розміру. Самця сягають завдовжки від 32 до 38 см, самиці — від 35 до 42 см. Розмах крил 100—116 см. Самиці важать до 460 г, самці — до 400 г. Верхня частина тіла темно-коричнева з блідими плямами. На крилах є чорні смуги. Лицьовий диск білий з коричневим обідком.

## Спосіб життя
Активна вночі. Полює на дрібних ссавців, птахів, плазунів та великих комах. Осілий птах. Гніздиться на землі, роблячи намет з високої трави.